# Robert Kostka
Robert Kostka (* 29. November 1935 in Graz; † 2. August 2024 ebenda) war ein österreichischer Bergsteiger, Geo- und Kartograf sowie Hochschullehrer in Graz. Er ist vor allem durch seine Gebirgskartografie in einigen abgelegenen Hochgebirgen Asiens und Amerikas bekannt. Er hat über diese Tätigkeiten und Ergebnisse mehrere Bücher herausgegeben.

## Werdegang
Eines der ersten dieser Werke, die meist in Koautorschaft entstanden, war ein Forschungs- und Bildband über den afghanischen Wakhan, das bis dato fast unerforschte Hochtal des Pamir im Dreiländereck zur damaligen Sowjetunion und der VR China. Seit diesem mehrjährigen, interdisziplinären Projekt von etwa zehn Wissenschaftern in den 1970ern befasste sich Kostka neben Satelliten-Fernerkundung, Gebirgsvermessungen und Kartografie auch mit der Geschichte und Anthropologie der jeweils bereisten Region. Zu ihnen gehören auch Gebirge im Nahen Osten, in Afrika und insbesondere die Anden Südamerikas.
1970 fertigte Kostka fotogrammetrische Aufnahmen der Buddhastatuen von Bamiyan auf Glasplatten an. Diese Aufnahmen stellen eine wichtige Grundlage für die mögliche Wiedererrichtung der im Jahr 2001 von den Taliban zerstörten Statuen dar.
Kostka lehrte an der Technischen Universität Graz u. a. Geschichte der Fernerkundung.